# 刘揭
刘揭（？—前166年），西汉官员。 

## 生平
刘揭在汉高祖十二年（前195）或十三年（前194）出任郎官。高后七年（前181年），刘揭官至典客。高后八年（前180年）九月庚申早晨，平阳侯曹窋代理御史大夫事务，面见相国吕产计划国事。郎中令贾寿从齐国来，责备吕产说：“王不早点回到你的封国，现在想回去还做得到吗？”贾寿将灌婴与齐国、楚国联合，想要诛杀吕氏的事情告诉了吕产，于是要求吕产赶紧进入皇宫。曹窋听到了两人的谈话，于是疾驰告知了丞相陈平和太尉周勃。周勃想要进入北军，无法进入。襄平侯纪通主管符节，周勃命令纪通持节假传圣旨，准许周勃进入北军。周勃又命令郦寄和刘揭劝呂禄说：“皇帝命令太尉周勃掌管北军，想要您回到封国去，您要赶紧把印归还而后离去，不然会大祸临头。”呂禄认郦寄为兄长，认为他不会欺骗自己，于是解下印交给刘揭，将兵权交给周勃。之后刘揭关闭皇宫殿门拒绝吕产等人进入。高后八年闰九月己酉晚上，代王刘恒前来长安的代王住宅，朝廷群臣也跟随而至，丞相陈平、太尉周勃、大将军柴武、御史大夫张苍、宗正刘郢、朱虚侯刘章、东牟侯刘兴居、典客刘揭都两次向刘恒下拜说:“皇子刘弘等人都不是汉惠帝的儿子，不应当侍奉宗庙。臣恭谨的与阴安侯、顷王后、琅邪王刘泽、宗室、大臣、列侯、二千石一级的官吏商议说：‘大王您是汉高祖的大儿子，应该为汉高祖的后嗣。’希望大王登上天子之位。”因为参与立代王刘恒为皇帝，高后八年十一月辛丑，汉文帝命令封刘揭为阳信侯，赐铜一千斤，食邑两千户。汉文帝十四年（前166年），刘揭去世，谥号夷。